# Valhalla (videogioco 1983)
Valhalla è un videogioco di avventura testuale ambientato nella mitologia norrena, sviluppato e pubblicato nel 1983 per ZX Spectrum e nel 1984 per Commodore 64 dall'azienda britannica Legend. A suo tempo venne considerato molto originale, in quanto caratterizzato da svolgimento in tempo reale, rappresentazione con grafica animata delle azioni dei personaggi e presenza di molti personaggi non giocanti che si spostano e agiscono autonomamente.
Prende il nome dal Valhalla, un luogo del mondo divino norreno. L'immagine di copertina è ispirata all'elmo di Sutton Hoo.

## Modalità di gioco
Il giocatore controlla un eroe non identificato che può esplorare liberamente molti luoghi di Ásgarðr, Miðgarðr e l'Inferno, con l'obiettivo finale di trovare sei oggetti mitici in una certa sequenza. Ogni luogo è mostrato con una differente immagine di sfondo statica, che occupa circa la metà superiore dello schermo; ci sono in tutto 81 luoghi, ma molti differiscono esteticamente solo per qualche particolare. Nella fascia grafica sottostante sono mostrati il personaggio del giocatore e gli altri personaggi e oggetti attualmente presenti. Tutti i personaggi sono rappresentati da piccole figure monocromatiche animate, che si possono muovere a destra e sinistra sullo scenario e in generale compiono visibilmente le azioni che corrispondono a quanto descritto dal testo, come combattere, prendere e lasciare oggetti, mangiare e bere. Ancora più in basso si trovano l'area delle descrizioni testuali in inglese e infine la linea di comando.
Gli altri personaggi, in tempo reale e in autonomia, entrano ed escono dai luoghi quando lo desiderano, danno e prendono oggetti o chiedono di farlo, combattono di propria iniziativa tra di loro o contro il giocatore, a seconda della considerazione che hanno uno dell'altro. Esistono in tutto 36 personaggi, descritti con proprie schede nel manuale cartaceo, caratterizzati da livelli 1-5 di bontà o malvagità, carisma, forza, audacia e intelligenza. I personaggi descritti sono dei e dee, nani, giganti, lupi e draghi, inoltre si possono incontrare creature generiche senza nome né descrizione, come corvi e serpenti. Il giocatore può ottenere più facilmente la collaborazione dei personaggi buoni oppure dei malvagi in base alle proprie azioni, in particolare se si attaccano personaggi malvagi aumenterà il favore dei buoni e viceversa.
Il sistema di controllo è puramente testuale e basato su frasi in inglese con oltre 30 possibili verbi. Dato che tutti i personaggi agiscono in tempo reale, ma comunque non in contemporanea, prima che venga eseguito un comando può essere necessario attendere che sia finito un evento in corso, come un combattimento tra altri due, ma nel frattempo si può impartire il comando. Oltre agli spostamenti tra un luogo e l'altro, nelle otto direzioni cardinali, è possibile anche far spostare il personaggio a destra e sinistra all'interno del luogo corrente. Tra gli altri comandi ci sono ad esempio: richiedere il proprio stato, riepilogare i nomi dei presenti, comprare e vendere oggetti pagando in corone, evocare l'arrivo di un certo personaggio, chiedere a un altro personaggio di fare qualcosa (quasi tutte le azioni possibili al giocatore sono possibili anche agli altri), salvare la partita. Curiosamente, se si scrivono parolacce arriverà la nana Mary a picchiare il protagonista.
I combattimenti avvengono sempre uno contro uno e il risultato è determinato in automatico, in base alla forza dei contendenti, alle armi e armature in loro possesso, e in piccola parte alla fortuna. L'attaccante può anche iniziare lanciando un qualsiasi oggetto a scopo offensivo (ad es. un'ascia o un fulmine fa più danno che lanciare un gioiello), poi il combattimento continua normalmente in corpo a corpo. Il duello si può concludere con la morte di uno di due o anche con il pareggio, nel qual caso entrambi sopravvivono, ma perdono parte delle forze. I personaggi hanno anche bisogno ogni tanto di consumare cibo o vino per rimanere in forze, altrimenti possono morire di fame. La morte comunque, in battaglia o di fame, non è mai definitiva; tutti i personaggi resuscitano con la forza ripristinata, ma perdendo gran parte degli oggetti posseduti. Il protagonista ricompare da qualche parte nell'inferno, mentre gli altri personaggi possono ricomparire anche altrove.

## Storia
Valhalla è il primo videogioco prodotto dalla Legend, fondata inizialmente come MiCROL da John Peel nel settembre 1981 per vendere software di utilità. Secondo un'intervista a Peel, la MiCROL iniziò molto presto a occuparsi dello ZX Spectrum e intorno a Natale 1982, vedendo le pubblicità della Quicksilva, capì che i videogiochi sarebbero diventati un mercato importante. Decisero di realizzare un'avventura perché all'epoca l'unica avventura professionale disponibile era The Hobbit. Valhalla venne diretto da un appartamento di Purley e lo sviluppo richiese tre anni-uomo, da marzo a ottobre 1983. Per descrivere la sua peculiarità di avventura animata gli autori usarono il termine computer movie ("film al computer").
Valhalla fu un successo e diede subito una buona reputazione alla Legend, e questo generò grandi aspettative sulla stampa per il secondo titolo dell'azienda, The Great Space Race per Spectrum, che invece fu un fiasco.
La Legend pubblicò infine Komplex e Komplex City per Spectrum nel 1985, per poi scomparire. John Peel aveva accennato anche a un futuro seguito di Valhalla, probabilmente con un sistema di controllo a icone, che non si è mai concretizzato. La riedizione economica di Valhalla venne pubblicata dalla Elite Systems.

## Accoglienza
Valhalla ricevette molte buone recensioni sulla stampa europea dell'epoca, specialmente nella versione Spectrum. Qualche testata però segnalava anche che era sopravvalutato e troppo costoso (originariamente 14,95 sterline britanniche, su cassetta).
A ottobre 1985, due anni dopo l'uscita, la rivista italiana Sinclair Computer per Spectrum sosteneva che era tuttora unico nel suo genere e insuperato per quanto riguarda l'autonomia dei personaggi non giocanti.
A maggio 1985 invece la britannica Zzap!64 lo metteva al primo posto in una classifica dei peggiori titoli di successo per Commodore 64, che secondo la redazione erano stati dei best seller senza meritarlo, più per la pubblicità che per la qualità.
A febbraio 1991 la britannica ACE, in una lista dei più grandi giochi originati su home computer, metteva ancora la versione Spectrum tra le cinque migliori avventure, ma ricordandone anche l'eccessiva montatura giornalistica.
Secondo la rivista Crash del settembre 1984 le vendite totali di Valhalla ammontavano a oltre 2 000 000 di sterline solo per lo Spectrum, mentre gli ordini di lancio della nuova versione Commodore erano già intorno alle 250 000 sterline. Quell'anno Valhalla vinse il titolo di programma di intrattenimento dell'anno della Computer Trade Association e il titolo di gioco dell'anno ai British Microcomputer Awards organizzati dalla rivista Personal Computer Games.